# 本庄 (松本市)

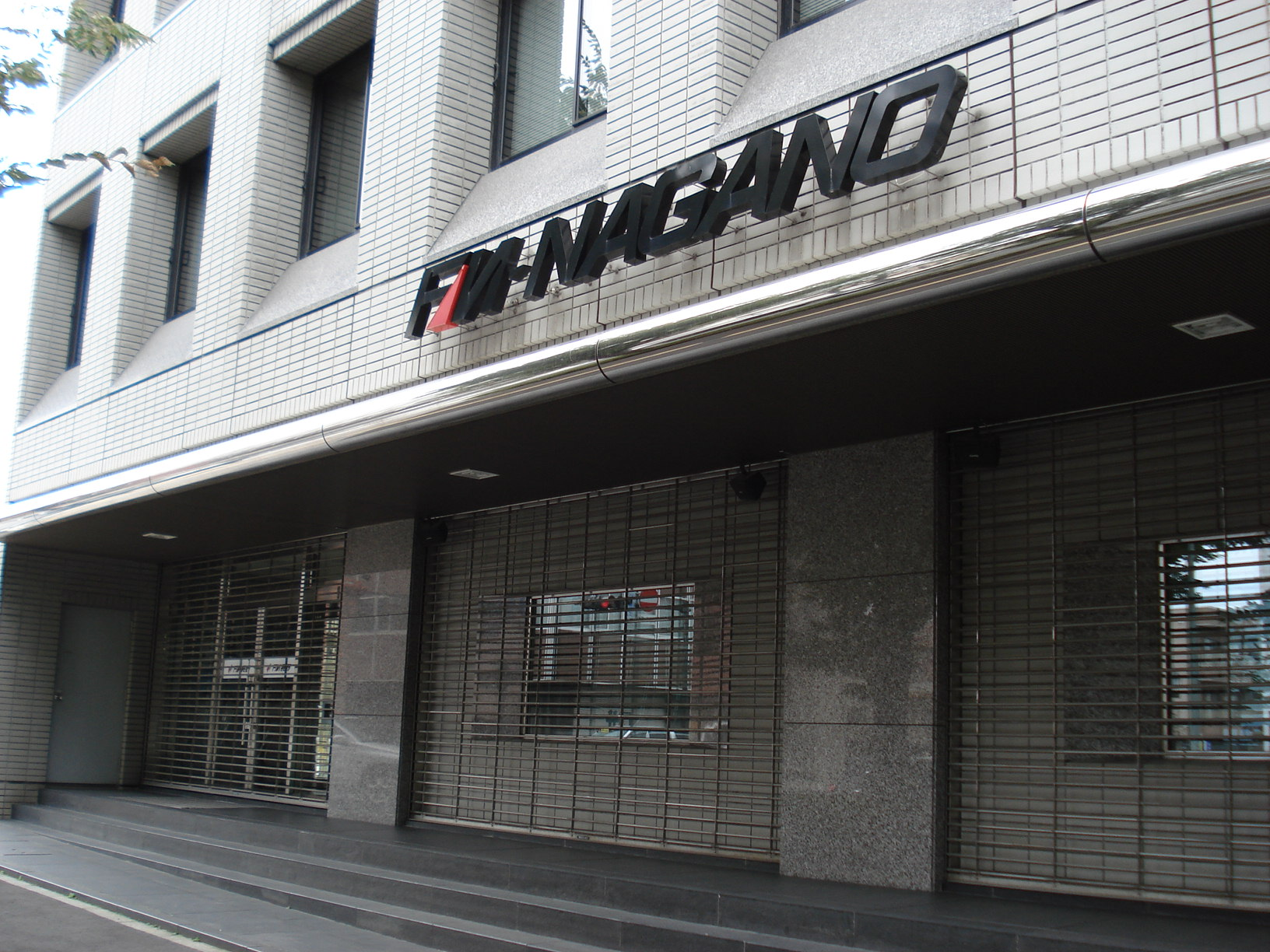
FM長野本社

本庄（ほんじょう）は、長野県松本市の松本駅南側の町名。現行行政地名は本庄1丁目及び本庄2丁目。住居表示実施済み。郵便番号は390-0814。

## 概要
南側に薄川が流れている。1丁目には生命保険会社、損害保険会社などのオフィスビル、ホテルが立ち並んでおり、2丁目は昔からの住宅や商店が多い。城下町のなごりで一方通行の道路が多い。近年は他の市内の地域と同じようにマンションが多くなってきている。
80年代後半から90年代前半にかけ開発が進み、1988年に駅前記念公園が完成、1991年にはホテルブエナビスタがオープンした。更に2005年には大型マンションが完成するなど発展を続けている。
俗地名では博労町、五條町、長沢町、栄町などが該当する。町名は平安時代に存在した荘園「捧の庄」が基とされている。

## 歴史
- 1966年（昭和41年）9月1日 - 1〜2丁目で住居表示実施[4]。

## 世帯数と人口
2018年（平成30年）10月1日現在の世帯数と人口は以下の通りである。
| 丁目      | 世帯数  | 人口    |
| --------- | ------- | ------- |
| 本庄1丁目 | 454世帯 | 847人   |
| 本庄2丁目 | 286世帯 | 481人   |
| 計        | 740世帯 | 1,328人 |

## 交通
- 長野県道295号平田新橋線
- 長野県道297号兎川寺鎌田線

## 施設
- FM長野本社
- 相澤病院（地域医療支援病院、中信地区救急救命センター）
- 岡野薬品本社
- 松本本庄郵便局